# Brittons Hill Football Club
Le Brittons Hill FC est un club de football de la Barbade, basé à Brittons Hill au sud de Bridgetown dans la paroisse de Saint Michael. Il joue les matchs à domicile dans la capitale Bridgetown, dans la première division de la Barbade.

## Histoire
Il est le seul club barbadien à remporter une promotion en première division et à remporter la première division au cours de saisons consécutives (1989 et 1990).

## Palmarès
- Championnat de la Barbade (2)
  - Champion : 1990, 2009,
  - Finaliste : 2012, 2013, 2014

- Coupe de la Barbade (1)
  - Vainqueur : 2007
  - Finaliste: 2012, 2013